# Ophiopsammium rugosum
Ophiopsammium rugosum är en ormstjärneart som beskrevs av Jean Baptiste François René Koehler 1905. Ophiopsammium rugosum ingår i släktet Ophiopsammium och familjen Ophiothrichidae. Inga underarter finns listade i Catalogue of Life.